# Szürketaxi FC
Szürketaxi FC – węgierski klub piłkarski z siedzibą w Budapeszcie działający w latach 1932–1947.

## Historia

### Chronologia nazw
- 1932: Szürketaxi FC
- 1937: Taxisok
- 1940–1946: klub nie funkcjonował
- 1946: Szürketaxi FC
- 1947: klub został przyłączony do MOGÜRT SC i przestał istnieć

## Osiągnięcia
- W lidze (3 sezony na 109) : 1937/38-1939/40